# Governo de Gibraltar
O Governo de Gibraltar de Sua Majestade é o governo democraticamente eleito do Território Ultramarino Britânico de Gibraltar. O governo tem a rainha Elizabeth II (representada por um governador - atualmente, Edward Davis ) como seu chefe de estado. As eleições em Gibraltar são realizadas a cada quatro anos, com um parlamento unicameral de 18 membros (17 membros eleitos pelo voto popular e, o " Presidente " - atualmente, Adolfo Canepa , nomeado pelo Parlamento). Os termos também são quatro anos.